# روبرتو ارسی
روبرتو اُرسی (اسپانیایی: Roberto Orci‎؛ زادهٔ ۲۰ ژوئیهٔ ۱۹۷۳ – درگذشتهٔ ۲۵ فوریه ۲۰۲۵) یک فیلم‌نامه‌نویس و تهیه‌کننده اهل مکزیک و ایالات متحده آمریکا بود. وی از سال ۱۹۹۷ میلادی تا سال ۲۰۲۵ مشغول فعالیت بود.
روبرتو ارسی در ۲۵ فوریه ۲۰۲۵، در سن ۵۱ سالگی درگذشت.
از فیلم‌ها یا مجموعه‌های تلویزیونی که وی در آن‌ها نقش داشته است می‌توان به نامحدود، اسکورپین، خواستگاری، چشم عقاب، فراتر از پیشتازان فضا، مأموریت غیرممکن ۳، پیشتازان فضا، پیشتازان فضا به سوی تاریکی، هاوایی فایو-زیرو، زینا: شاهدخت جنگجو، تغییرشکل‌دهندگان: پرایم و فرینج اشاره نمود.